# Квантор существования
Квантор существования (экзистенциальный квантификатор) в предикатной логике — предикат свойства или отношения для по крайней мере одного элемента из области определения. Обозначается символом логического оператора ∃ (произносится как «существует» или «для некоторого»). Квантор существования следует отличать от квантора всеобщности, так как последнее задаёт утверждение о том, что указанное свойство или отношение выполняется для всех элементов области. 
Символ {\displaystyle \exists } (от англ. exist — ‘существовать’) для квантора существования введён итальянским математиком Джузеппе Пеано в 1897 году, а символ {\displaystyle \forall }, обозначающий квантор всеобщности, — в 1935 году Герхардом Генценом.
Концепция была предложена ранее, в 1879 году, в книге Готлоба Фреге Begriffsschrift («Исчисление понятий»).
Существует модификация этого квантора — квантор существования и единственности, являющийся предикатом свойства или отношения для одного и только одного элемента области определения. Обозначается {\displaystyle \exists !} и читается «существует и единственный».

## Варианты чтения
Выражение {\displaystyle (\exists x\in X)P(x)} читается так:
- существует [значение] {\displaystyle x} из [множества] {\displaystyle X} такое, что [утверждение] {\displaystyle P(x)} [истинно];
- утверждение {\displaystyle P(x)} истинно хотя бы для некоторых [значений] {\displaystyle x}, принадлежащих {\displaystyle X};
- существует элемент {\displaystyle x} множества {\displaystyle X}, обладающий свойством {\displaystyle P(x)};
- по крайней мере (хотя бы) один элемент {\displaystyle x} множества {\displaystyle X} обладает свойством {\displaystyle P(x)};
- некоторые элементы множества {\displaystyle X} обладают свойством {\displaystyle P(x)};
- найдётся такое значение {\displaystyle x} из {\displaystyle X}, что (для которого) {\displaystyle P(x)} истинно.

## Кодировка
| Графема | Название             | Юникод | HTML    | LaTeX    |
| ------- | -------------------- | ------ | ------- | -------- |
| ∃       | THERE EXISTS         | U+2203 | &#8707; | \exists  |
| ∄       | THERE DOES NOT EXIST | U+2204 | &#8708; | \nexists |